# Skalistyj Golec
Lo Skalistyj Golec (in russo Скалистый Голец?) è il picco più alto (2 519 m) della catena dei monti del Kalar che fanno parte dell'altopiano Stanovoj. Si trova nel Kalarskij rajon del territorio della Transbajkalia. Nei pressi della montagna si trova la sorgente del fiume Kalar, la cui valle circonda il massiccio a nord e a est.